# Tu n'aimeras point
Pour plus de détails, voir Fiche technique et Distribution.
Tu n’aimeras point (titre original עיניים פקוחות, Einaym Pkuhot) est un film germano-franco-israélien réalisé par Haim Tabakman en 2009,.
Le film est présenté au 62e festival de Cannes en 2009 dans la catégorie Un certain regard. Il est issu de la Cinéfondation, section du festival encourageant les jeunes talents.

## Synopsis
Aaron est un homme marié et père de quatre enfants, juif orthodoxe, boucher, qualifié de « juste » par son entourage. Aaron embauche un jeune homme, du nom d'Ezri, se présentant comme étudiant d'une yechiva, venu en réalité à Jérusalem pour retrouver un autre étudiant juif orthodoxe dont il est amoureux et qui le rejette. Au fil des jours, le boucher et son apprenti nouent une relation amoureuse, sujet de scandale pour les juifs orthodoxes du quartier qui se doutent de leur relation. Ils s'en prennent également à un autre commerçant amoureux d'une jeune fille qui est mariée à un autre. Le film s'achève sur le départ de l'apprenti.

## Fiche technique
- Titre : Tu n’aimeras point
- Titre original : עיניים פקוחות (Einaym Pkuhot)
- Titre anglais : Eyes Wide Open
- Réalisation : Haim Tabakman
- Musique : Nathaniel Mechaly
- Producteur : André Lentier
- Scénario : Merav Doster
- Durée : 90 minutes
- Sortie : 2009
- Date de sortie : France : 2 septembre 2009
- Pays de production :  Allemagne,  France,  Israël
- Langue : hébreu et yiddish
- Photo : Axel Schneppat
- Distribution : Haut et Court

## Distribution
- Zohar Strauss (VFB : Michelangelo Marchese) : Aaron
- Ran Danker (VFB : Julien Lemonier) : Ezri, 22 ans, étudiant d'une école rabbinique et arrivant juste à Jérusalem
- Ravit Rozen (VFB : Marcha Van Boven) : Rivka, la femme d’Aaron
- Tzahi Grad (VFB : François Mairet) : Rabbi Vaisben
- Eva Zrihen-Attali (VFB : Prunelle Rosier) : Sara
- Safrira Zachai (VFB : Nathalie Hons) : Mère d'Israël
- Avi Grayinik : Israël Fischer, l’amant de Sara
- Isaac Sharry : Mordechai, le père de Sara

## Distinctions
Ce film a obtenu de nombreuses récompenses internationales, parmi lesquelles, quelques uns des prix les plus prestigieux :

### liste des prix remportés
- Grand Prix du Meilleur film au Festival international du film de Flandre-Gand en 2009
- Prix John Schlesinger Award (Meilleur premier film) au Palm Springs International Film Festival en 2009-2010
- Prix du meilleur film au Festival Mediterranéen du film à Rome[4],[5]
- Prix du Meilleur acteur (attribué à Zohar Strauss) au Festival international du film de Jérusalem en 2009.

Le film a également remporté des prix dans de nombreux autres festivals de films, tels qu'en Afrique-du-Sud, en Croatie, etc.

### liste des nominations (sans victoire)
En plus des prix remportés listés ci-dessus, il a été également nommé, entre autres :
- Meilleur film au Festival international du film de Toronto 2009
- Meilleur film (Bronze horse) au festival du film de Stockholm[9]
- Prix un certain regard au Festival de Cannes 2009
- Caméra d'Or au Festival de Cannes 2009
- Meilleur réalisateur (à Haim Tabakman) au Festival international du film de Chicago en 2009
- Meilleurs costumes au Festival international du film de Jérusalem en 2009.

## Version française
- Société : Chinkel (Belgique)
- Direction : Bruno Buidin
- Adaptation des dialogues : Ludovic Manchette et Christian Niemiec
- Enregistrement : Benoît Volvert
- Montage : Alain Debarnot
- Mixage : Frédéric Legrand
- Chargé de production : Yves Dorembus